# مدفع 2سم ك دبليو ك 30 إل 55
المدفع 2سم ك دبليو ك 30 إل 55 (بالألمانية: 2 cm Kampfwagenkanone 30 L/55)‏ كان مدفع ألماني عيار 2 سم استعمل خصيصا في دبابة بانزر 2 و بعض العربات المدرعة , و استعمل أيضا في الحرب الأهلية الإسبانية و الحرب العالمية الثانية . و تم تركيب نوع منها على الطائرات حيث ساعد على الهجوم على الأهداف الأرضية خلال الحرب الأهلية الإسبانية. و استخدمت منه نسخة مطورة في بانزر 2 ( أوسف جا J ) و لها عدة ذخائر منها الثاقب للدروع و منها المتفجر.